# Desmond Nakano
Desmond Nakano (nacido en 1953) es un guionista y director de cine estadounidense. De origen sansei, pertenece a la tercera generación de japoneses estadounidenses. Dirigió los largometrajes, White Man's Burden (1995) y American Pastime (2007).

## Guiones
Entre sus guiones destacan los de los largometrajes Última salida, Brooklyn (1989), dirigida por Uli Edel; American Me (1992), dirigida por Edward James Olmos; White Man's Burden (1995) y American Patime (2007), dirigidas por él mismo.